# Conasprella elegans
Espèce
Synonymes
- Fusiconus elegans elegans (G. B. Sowerby III, 1895)

Conasprella elegans est une espèce de mollusques gastéropodes marins de la famille des Conidae. Elle est trouvée de la Somalie au Pakistan et au large de l'Australie-Occidentale. 

## Synonymes
- Conasprella elegans ramalhoi (Coomans, Moolenbeek & Wils, 1986), un synonyme de Conasprella ramalhoi (Coomans, Moolenbeek & Wils, 1986)
- Conus elegans G. B. Sowerby III, 1895
- Conasprella (Fusiconus) elegans (G. B. Sowerby III, 1895)
- Conasprella elegans elegans (G. B. Sowerby III, 1895)
- Conus elegans elegans G. B. Sowerby III, 1895
- Fusiconus (Fusiconus) elegans (G. B. Sowerby III, 1895)
- Fusiconus elegans (G. B. Sowerby III, 1895)
- Fusiconus elegans elegans (G. B. Sowerby III, 1895)